# Kanton Saint-Joseph
Kanton Saint-Joseph (francouzsky Canton de Saint-Joseph) byl francouzský kanton v departementu Martinik v regionu Martinik. Tvořila ho pouze obce Saint-Joseph. Zrušen byl v roce 2015.